# Günter Bäder
Günter Bäder (* 28. August 1951 in Stuttgart) ist ein deutscher Agrarwissenschaftler und Ingenieur für Keller- und Weinbauwirtschaft. Bäder war von 1995 bis Januar 2017 der sechste Direktor der Weinbauschule Weinsberg.

## Leben und Werk
Bäder schloss 1972 eine Ausbildung als Ingenieur für Weinbau und Kellerwirtschaft an der Fachhochschule Geisenheim ab. Er studierte anschließend an der Universität Hohenheim Agrarwissenschaften. 1979 wurde er an der Justus-Liebig-Universität Gießen zum Doktor der Agrarwissenschaften promoviert.
Nach dem Vorbereitungsdienst für den höheren landwirtschaftlichen Dienst und einer Tätigkeit am Regierungspräsidium Stuttgart wurde er 1982 in das Weinbaureferat des Ministeriums Ländlicher Raum in Baden-Württemberg berufen.
Seit 1995 leitete Günter Bäder das Staatsweingut Weinsberg. Ein Schwerpunkt seiner Arbeit lag in der Einführung eines Corporate Designs und eines der Zeit angepassten Marketings für die Weinbauschule. Er führte die bauliche Modernisierung der Landesanstalt und des gesamten Außenbetriebes über die Schaffung eines modernen Verkaufsraumes, eines Sensorik-Studios und der beispielhaften Kellerei durch.
Günter Bäder war immer die Gesamtschau der Wertschöpfungsketten im Obst- und Weinbau sowie die Verknüpfung von moderner Technologie, modernem Marketing und hoher Qualität der Produkte wichtig. Zu seinen Verdiensten darf sich Bäder die Sensibilisierung der Wein- und Obstbaubranche in Sachen Architektur, Design und Weintourismus zurechnen.